# Saint-Judoce
Saint-Judoce är en kommun i departementet Côtes-d'Armor i regionen Bretagne i nordvästra Frankrike. Kommunen ligger i kantonen Évran som tillhör arrondissementet Dinan. År 2022 hade Saint-Judoce 590 invånare.

## Befolkningsutveckling
Antalet invånare i kommunen Saint-Judoce
Referens:INSEE